# Snöstorps landskommun
Snöstorps landskommun  var en tidigare kommun i Hallands län.

## Administrativ historik
När 1862 års kommunalförordningar trädde i kraft inrättades i Sverige cirka 2 500 kommuner. Huvuddelen av dessa var landskommuner (baserade på den äldre sockenindelningen), vartill kom 89 städer och åtta köpingar. Då inrättades i  Snöstorps socken i Tönnersjö härad i Halland denna kommun. 
Nyhems municipalsamhälle inrättades i Snöstorps landskommun 4 december 1908. Municipalsamhället upplöstes 1 januari 1928 när området överfördes till Halmstads stad.
Vid kommunreformen 1952 uppgick denna  landskommun i Simlångsdalens landskommun som senare 1967 uppgick i Halmstads stad som 1971 ombildades till Halmstads kommun.

## Politik

### Mandatfördelning i Snöstorps landskommun 1938-1946
| 11 | 10 | 4 |

| 25 |

| 11 | 10 | 4 |

| 24 |

| 11 | 11 | 3 |

| 21 | 4 |